# Lothar Lindtner
Per Lothar Lindtner, född 22 juli 1917 i Bergen i Norge, död 14 april 2005, var en norsk skådespelare och sångare. Han är far till skådespelaren Lasse Lindtner och Per Lothar Lindtner, ledare för Norges Kommunistiska Parti mellan 1993 och 2001.
Lothar Lindtner scendebuterade som åttaåring när han engagerades i rollen som den minsta tomtenissen i Reisen til Julestjernen 1925. Han räknas som en av de största skådespelarna från Bergen i modern tid. Merparten av hans ca 400 teaterroller har han utfört på Den Nationale Scene i Bergen. Under några kortare perioder var han engagerad i Trondheim och vid Edderkoppen Teater i Oslo. Han tilldelades Konungens förtjänstemedalj i guld 1968 och dubbades till riddare av St. Olavs Orden 1982. 

## Filmografi (urval)
- 1951 – Ukjent mann
- 1960 – Millionær for en aften
- 1961 – Oss atomforskere imellom
- 1961 – Hans Nielsen Hauge
- 1961 – Bussen
- 1981 – Förföljelsen
- 1982 – Fleksnes fataliteter
- 1993 – Kalle och änglarna